# Aliaxandra Jilmanovich
Aliaxandra Jilmanovich (14 de diciembre de 1996) es una deportista de Bielorrusia que compite en atletismo. Ganó una medalla de oro en el Campeonato Europeo de Atletismo por Equipos de 2021, en la prueba de 4 × 400 m.